# Katoenpark
Het Katoenpark is een park in de Nederlandse stad Leiden. Het is genoemd naar de Leidse Katoenmaatschappij, die hier van 1836 tot 1936 gevestigd was.
Het park is gelegen langs de Zijlsingel bij de Oosterkerkstraat. Het park bestaat sinds de aanleg van speeltuin "De Doorbraak" in het voorjaar van 1997 alleen nog uit een voetpad langs de singel voorzien van twee rijen kastanjes.

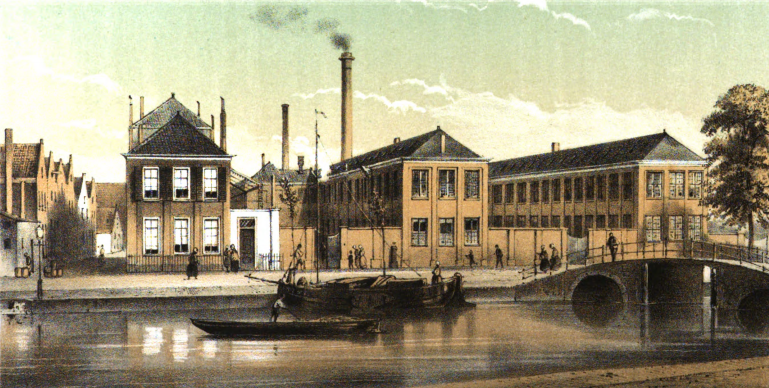
De Katoenfabriek in 1859
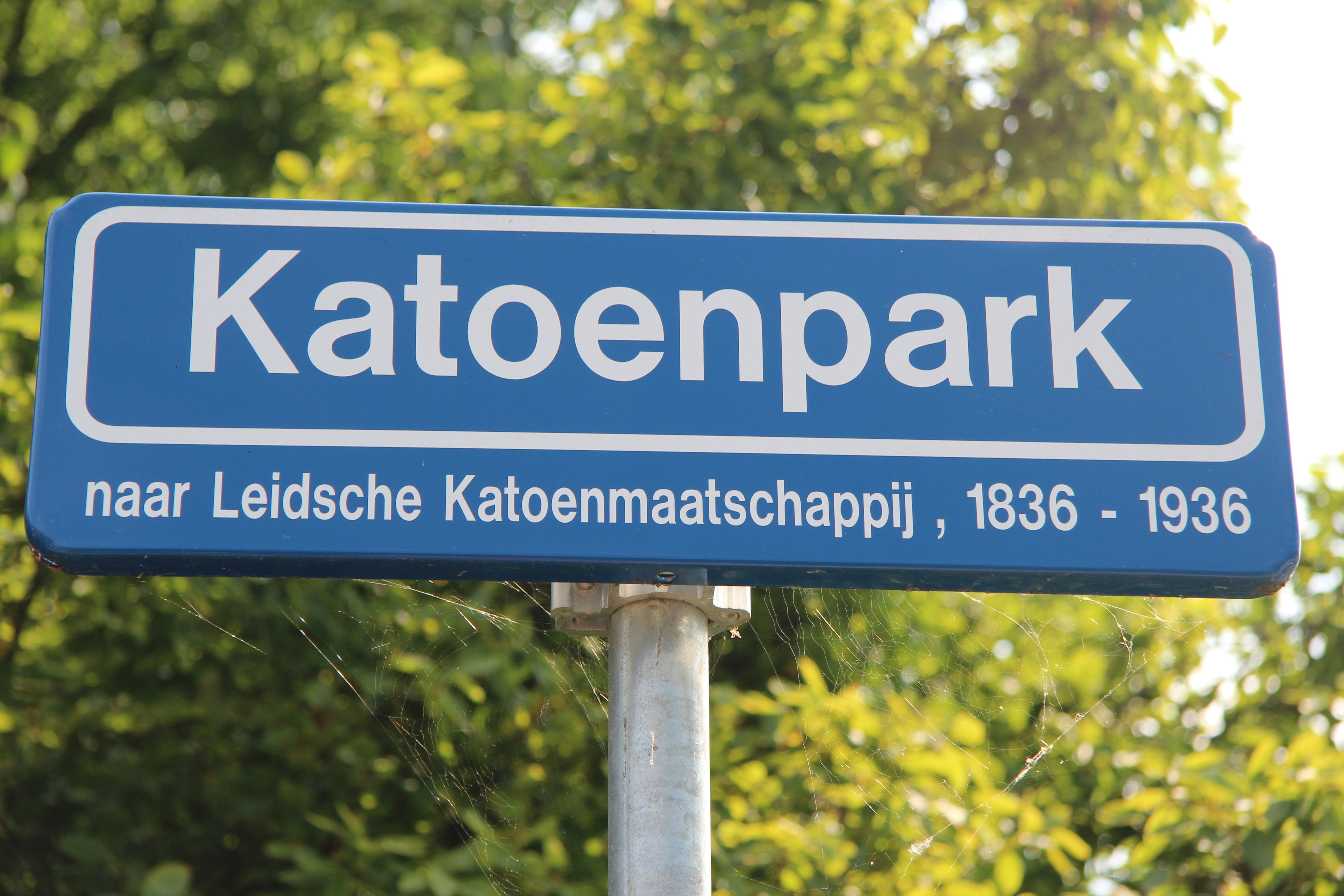
Naambordje